# Marocco ai XVI Giochi olimpici invernali
Il Marocco partecipò ai XVI Giochi olimpici invernali, svoltisi ad Albertville, Francia, dall'8 al 23 febbraio 1992, con una delegazione di 12 atleti impegnati in due discipline.